# Булашово
Булашово — село в Тобольском районе Тюменской области России, административный центр Булашовского сельского поселения.
Разделено на две части речкой Аталык. Дороги с твердым покрытием, автобусное сообщение.

## История
Записи о Булашове, имеются в Переписной книге 1710 года.
Основателем деревни считают крестьянин Петрушка Иванов, сын Устюжанин, которому дали прозвище Булаш.
Во второй половине XVIII века в деревни появился Покровский храм, с этого момента деревня поменяла статус на село.

## Население
| 2010 |
| ---- |
| 540  |

- 1710 — 13 дворов
- 1869 — 36 дворов, 223 человека (115 м.п., 108 ж.п.)
- 1893 — 53 двора (в том числе 3 некрестьянских), 324 человека (158 м.п., 166 ж.п.)
- 1900 — 64 дворов (в том числе 5 некрестьянских), 350 человек (172 м.п., 178 ж.п.)
- 1912 — 46 самостоятельных хозяйств, 346 человек (160 м.п., 186 ж.п.)
- 1 октября 1926 — 45 дворов, 236 человек[5][6]

## Улицы
- Колхозная улица
- Комсомольская улица
- Комсомольский переулок
- Молодёжная улица
- Рабочая улица
- Улица Хутор Озерной
- Центральная улица